# がくびっと
がくびっと（がくびっと、9月6日  - ）は、日本のアイドル、配信者。旧芸名は、牛脂がくと・牛脂がく。男性アイドルグループ・mind&mellowのメンリーダーを務める。愛知県出身。
2022年に配信コンテストMODECON in the winter Boysのファイナリストとなり芸能活動を開始、2023年に君色マテリアルのメンバーとなり、5月に卒業。同年7月よりmind&mellowに所属となった。

## 人物
- 牛脂がくとの名前の由来は牛肉が好きだから。
- 特技:ダンス。
- 趣味:アルバイト。

## 出演

### イベント
- きみマテプレデビューライブ（2023年2月19日、新栄DAYTRIVE）
- ボクとキミとの物語  9話（2023年2月23日、CIRCUS NAGOYA）
- HAPPYJAMJAM!!（2023年2月25日、大須DT.BLD）
- きみマテデビューライブ（2023年4月1日、ライオンカフェ）
- きみマテ単独定期公演ver.1（2023年5月31日）
- mind&mellowお披露目LIVE（2023年8月26日、SOUND SPACE DEEP）
- mind×METEOr花火オフ会（2023年8月27日、白川公園）
- DOKIッLIVE（2023年9月3日、フェアリーテイルズ名古屋）
- 01 小節のラブレター（2023年9月14日、新栄DAYTRIVE）
- BLACKMETEOr新体制お披露目LIVE（2023年9月24日、静かの海）
- れい爆誕祭2023（2023年9月24日、静かの海）
- X-Euphoria（2023年10月2日、X-HALL ZEN）